# Маркарюд
Маркарюд (на шведски: Markaryd) е град в лен Крунубери, южна Швеция. Главен административен център на едноименната община Маркарюд. Разположен е около левия бряг на река Лаган. Намира се на около 420 km на югозапад от столицата Стокхолм. ЖП възел. Населението на града е 3966 жители според данни от преброяването през 2010 г.